# Lechria albidipes
Lechria albidipes là một loài ruồi trong họ Limoniidae. Chúng phân bố ở miền Australasia.